# Jabalia
Jabalia of Jabalya (Arabisch: جباليا , Dzjabāliyā) is een stad, gelegen in het noorden van de Gazastrook, 4 kilometer ten noorden van de stad Gaza, vlak bij de grens met Israël. Het ligt in het gouvernement Noord-Gaza van Palestina.
In 2007 had Jabalia een bevolking van 123.200 personen. In 2017 was het aantal inwoners gegroeid naar 172.704 De bevolking is door natuurlijke aanwas gegroeid.
In het naburige vluchtelingenkamp Jabalya Camp wonen ook nog eens 41.969 personen en is daarmee het grootste Palestijnse vluchtelingenkamp. Het kamp ontstond tijdens de Arabisch-Israëlische Oorlog van 1948 toen er 35.000 voornamelijk Palestijnse vluchtelingen uit Israël gehuisvest werden in tenten. De oppervlakte van het kamp bedraagt slechts 1,4 km² waarmee het een van de dichtstbevolkte plaatsen ter wereld is. In het kamp is geen riolering aanwezig.
In december 1987 begon in Jabalia de eerste Intifada, toen een vrachtwagen van het Israëlisch defensieleger (IDF) bij het Jabalia-vluchtelingenkamp op een Palestijnse personenauto botste, waarbij vier inzittenden om het leven kwamen. Hierna kwam het tot een demonstratie, die uitliep op een ongecoördineerd volksprotest tegen de Israëlische aanwezigheid in de Gazastrook en op de Westelijke Jordaanoever, waarna het oversloeg over naar de Westelijke Jordaanoever.
In 2007 werd de Gazastrook door Israël totaal militair afgesloten en onder controle van Israël gebracht.
In 2008 werd bij Jabilia een dierentuin gebouwd in het Al-Bisan-park. Het was een toeristische attractie in Gaza.
Bij beschietingen tussen Israël en Hamas tijdens het Conflict in de Gazastrook 2014 zijn in de dierentuin verschillende dieren, waaronder zo'n acht tot tien apen om het leven gekomen.
Tijdens dit conflict in 2014, door Israël 'Operatie Protective Edge' genoemd, werd op 30 juli 2014 een school van de Verenigde Naties, gelegen in het vluchtelingenkamp van Jabalia, waar Palestijnse vluchtelingen onderdak hadden gevonden, onder vuur genomen door Israëlische tanks. Daarbij kwamen zeventien mensen om het leven en negentig mensen raakten gewond. De VN beschuldigde Israël ervan dat het de VN-school heeft beschoten, ondanks dat de organisatie 17 keer had laten weten dat er zich vluchtelingen in de school bevonden. Ook werd de oude 14-eeuwse Omari moskee, archeologisch erfgoed, door een Israëlische raket verwoest.

## Geboren
- Hussam Abu Safiya (1973), geneesheer-directeur van het Kamal Adwan-ziekenhuis in de Gazastrook
- Anas al-Sharif (1996-2025), journalist
- Nizar Rayan (1959-2009), sjeik en vanaf 2004 Hamas-leider, gedood door een Israëlische luchtaanval.

## Relaties met Nederland
- Groningen (Nederland)

De gemeente Groningen onderhoudt vriendschappelijke stedenbanden, handelsrelaties of banden op basis van ontwikkelingshulp. Groningen onderneemt allerlei projecten met haar ‘zustersteden’ en er vinden vaak onderlinge bezoeken plaats.
Via de stichting Groningen - Jabalya en met subsidie van onder andere de gemeente Groningen is een jeugdcentrum in Jabalia gebouwd. Dit centrum is verhuurd aan het Nama-a college dat het gebruikt voor beroepsopleidingen. Omdat het niet waarschijnlijk is dat het gebouw verder nog als jeugdcentrum gebruikt gaat worden, heeft de gemeenteraad van Groningen op 28 november 2012 het resterende subsidiebedrag bestemd voor studiebeurzen voor studenten uit Jabalia en voor het geschikt maken van het gebouw voor invaliden.
De relatie tussen Groningen en Jabalia is een particulier initiatief.

## Foto's

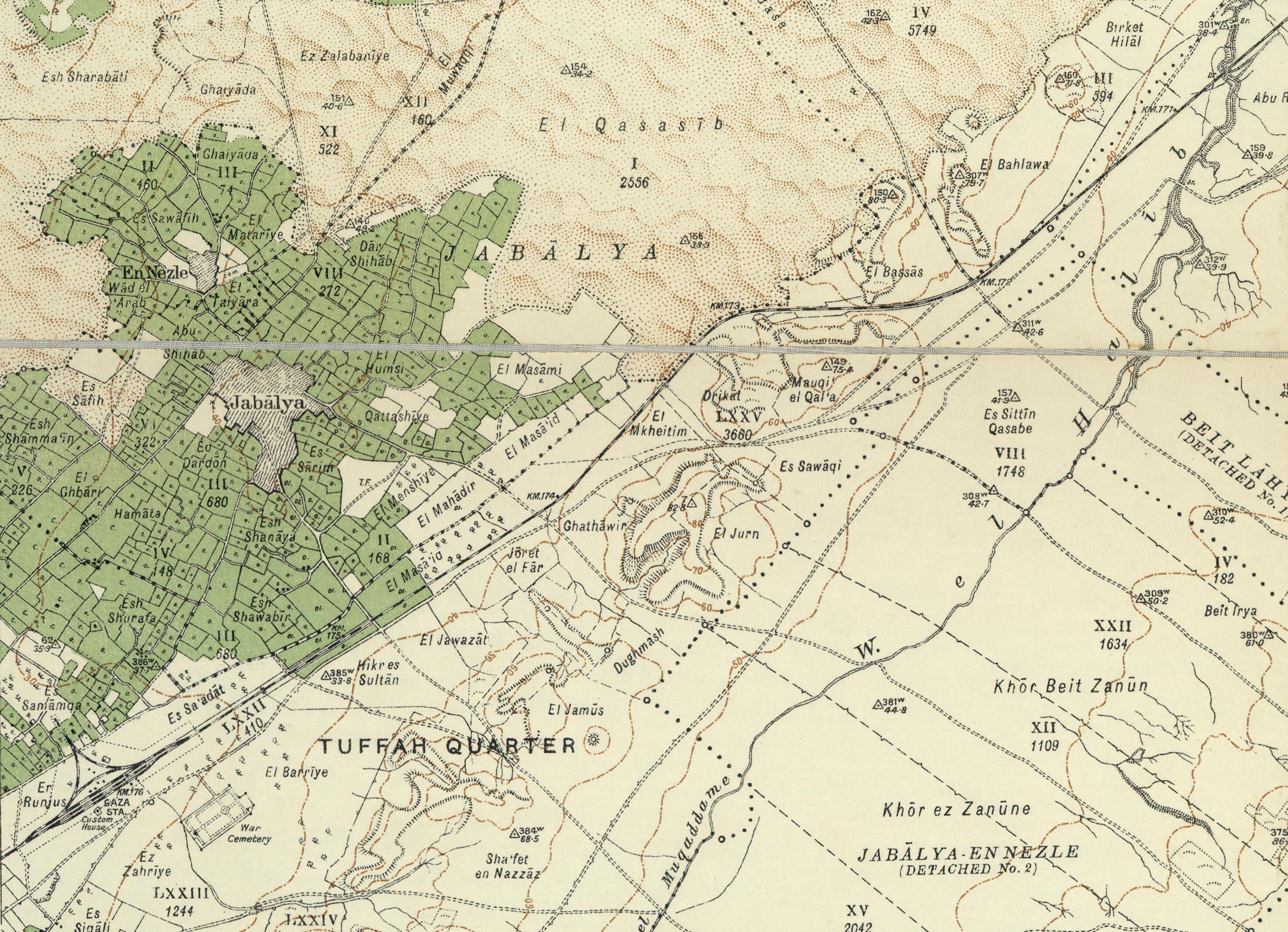
Jabalia 1931 1:20,000,
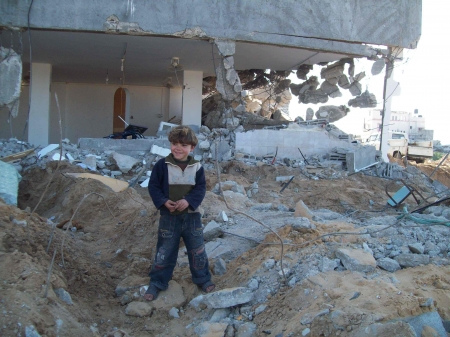
Huis in Azbet, Jabalia, verwoest door Israël in 2009,
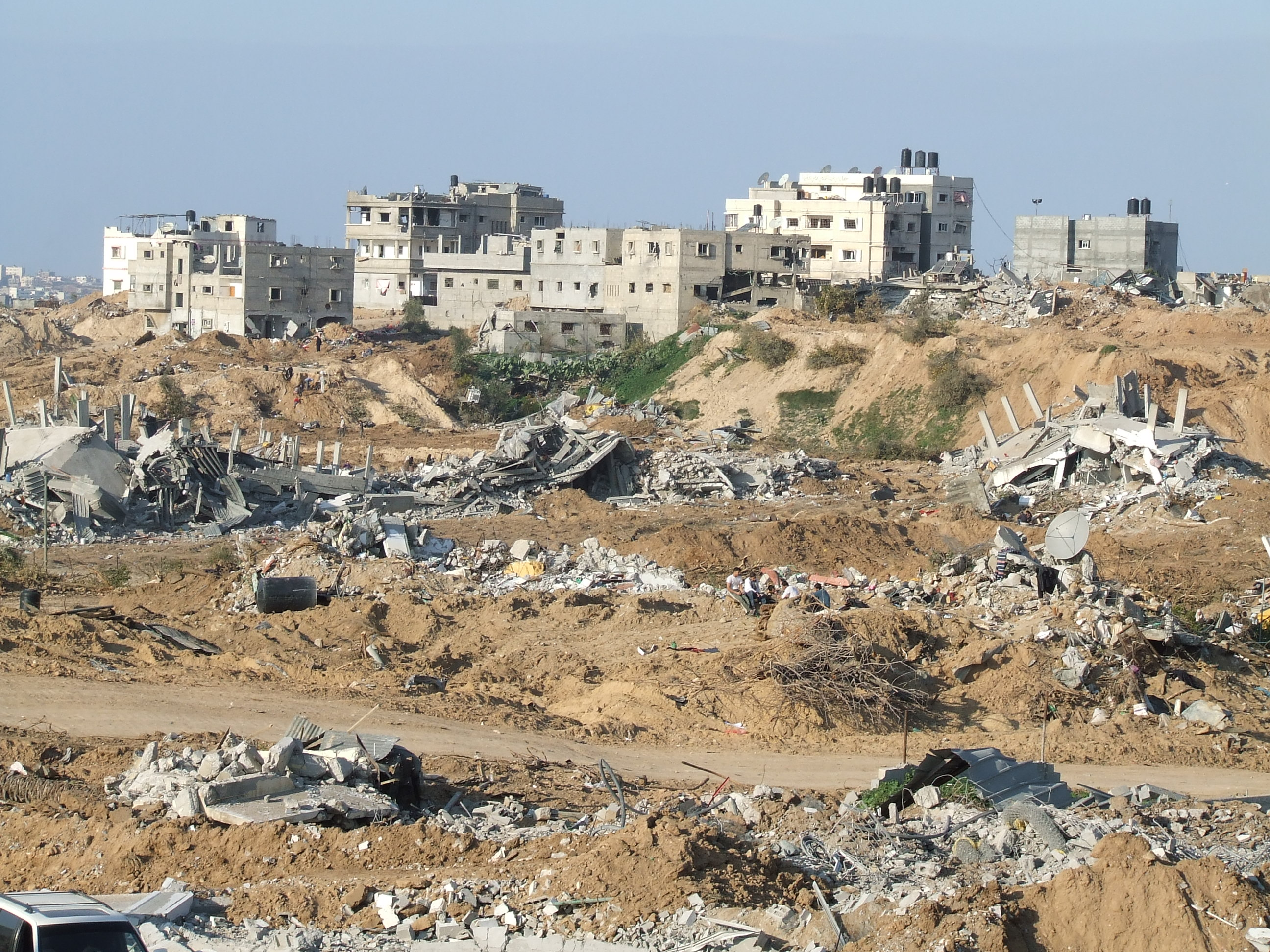
Jabalia na de oorlog van 2009
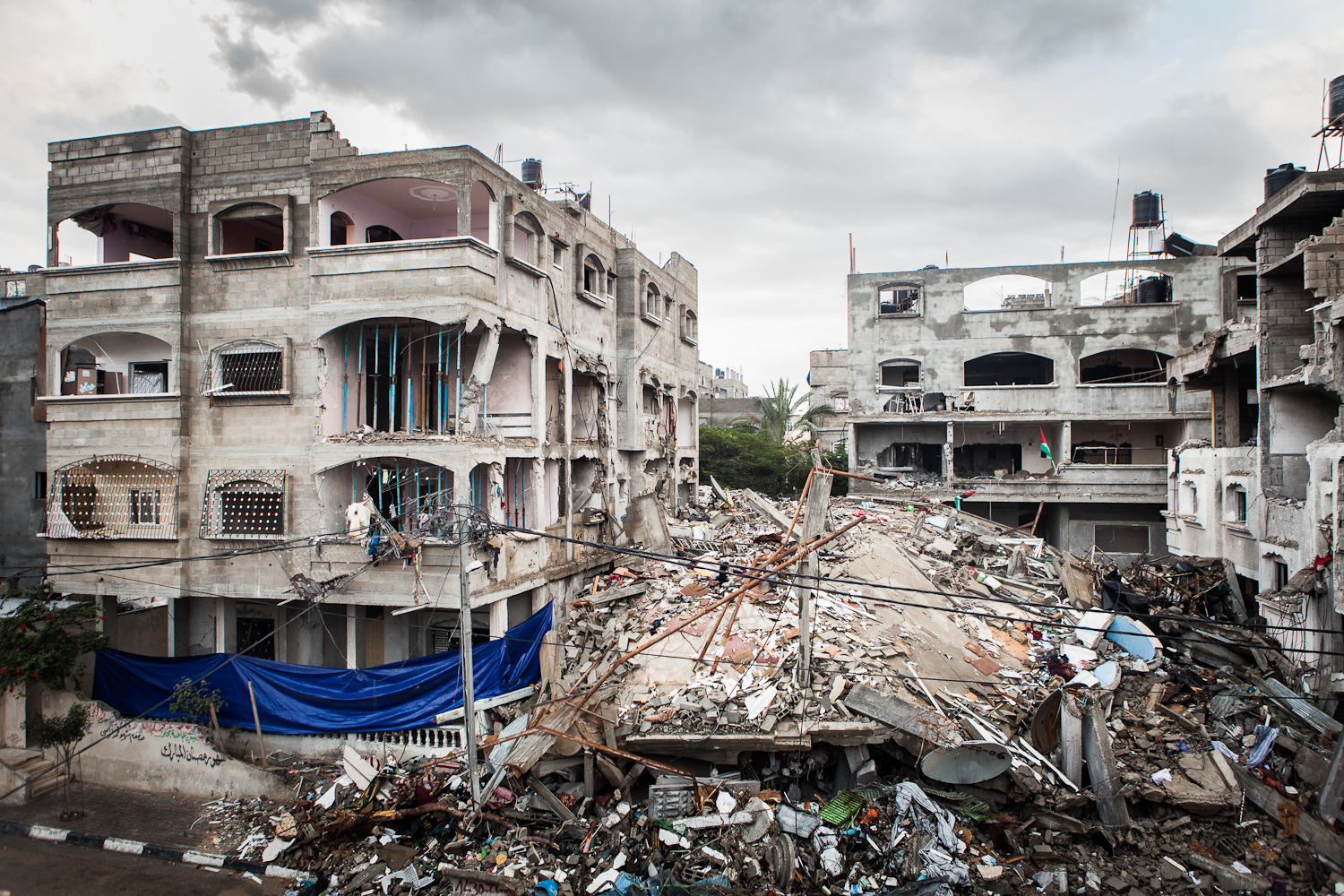
Huizen in Jabalia-vluchtelingenkamp, gebombardeerd door Israël in 2012